# En un mundo nuevo (película)
En un mundo nuevo es una película española de comedia musical estrenada el 13 de marzo de 1972, dirigida por Fernando García de la Vega y Ramón Torrado y protagonizada en el papel principal por Karina, tras su exitosa experiencia eurovisiva del año anterior en el Festival de la Canción de Eurovisión precisamente con En un mundo nuevo, tema que da título a la película.

## Sinopsis
Juanito es el dueño de una discográfica que debe preparar la canción que represente a España en el Festival de Eurovisión. El tema en cuestión estaba previsto que lo interpretara la famosa cantante Marta. Pero ha descubierto a un grupo de chicos con unas grandes voces llamados La Pandilla, a los que lleva a su casa y contrata a Karina como institutriz para que los eduque. Con el paso del tiempo logra el afecto y cariño de los niños y el interés de Carlos, prometido de Marta. En un giro del destino, será ella quien represente a España en Eurovisión.

## Reparto
- Karina
- Pepe Rubio como Carlos Peñafiel.
- Marisa Medina como Marta.
- Guadalupe Muñoz Sampedro como Doña Lupe.
- Joaquín Prat como Presentador TV.
- María Kosty como Carmela.
- Ángel Álvarez Fernández como	Taxista.
- Juanito Navarro como Juanito.
- Florinda Chico como Florinda.
- Paquito Cano como Paco.
- Andrés Pajares como Chefalo Palermo.

## Miembros del grupo La Pandilla
- Francisco Javier Martínez como Javier.
- Juan Carlos Martínez como Carlos.
- Mari Nieves Martínez como Mari Nieves.
- Santiago Martínez como Santi.
- Mari Blanca Ruíz Martínez como Blanca.

## ¿Dónde se rodó?
Dublin, County Dublin
El Escorial, Madrid
Madrid